# Encyrtus aurantii
Encyrtus aurantii is een vliesvleugelig insect uit de familie Encyrtidae. De wetenschappelijke naam is voor het eerst geldig gepubliceerd in 1785 door Geoffroy.